# Justicia dispar
Justicia dispar är en akantusväxtart som beskrevs av Merrill. Justicia dispar ingår i släktet Justicia och familjen akantusväxter. Inga underarter finns listade i Catalogue of Life.